# Konstal 13N
Konstal (Констал) 13N — електричний трамвай, який будувала фірма Констал у Хожові з 1959 по 1969 рр. і який працював на маршрутах у Варшаві до 2012 року. Конструкцію було запозичено від ЧКД Татра Т1.

## Історія
Після 1945 року трамвайні мережі в більшості міст Польщі покладалися на маленькі, повільні та застарілі трамваї Констал N. Трамваї типу N планувалися як тимчасове рішення аби швидко виправити катастрофічний стан громадського транспорту після другої світової війни, і вагон базувався на німецькому проєкті трамвая, але всі спроби покращити конструкцію зазнали невдачі.
У 1955 році Варшавське Транспортне Управління придбало два трамваї Татра T1. У 1956 році їх відправили на завод Констал у Хожові на аналіз, і вони стали основою першого прототипу трамвая Констал під назвою 11N. Прототип отримав модернізований салон, бельгійське електричне обладнання ACEC, інші колеса та трансмісію. У 1959 році прототип поступив у виробництво під назвою 13N.

## Перевезення пасажирів
Констал 13N був одномодульним одностороннім трамваєм з трьома дверима по правому борту. Він вміщував 122 пасажири і міг розвивати швидкість до 68 км/год. Найчастіше трамвай працював у зчіпках по два вагони, хоча в години пік, а також на найбільш навантажених маршрутах, іноді можна було побачити поїзди з трьох вагонів. Хоча перші трамваї мали проблеми з надійністю, їх швидко виправили.
Модель 13N вироблялася впродовж 10 років, і на той час 842 вагони було побудовано: 838 для варшавського трамвая, а інші чотири обслуговували верхньосілезьку мережу. Модель 13N (а також більш пізня модифікація 105Na) продовжувала бути основою варшавського трамвайного парку впродовж більш ніж 50 років.
Через особливий вигляд трамвай отримав прізвисько парувка (сосиска),⁣ а вагони було пронумеровано 1-500 та 503—840 (оригінальні вагони Татра T1 мали номери 501 та 502).
У 21 столітті з'явилася потреба в більш енергоефективних та доступних низькопідлогових трамваях. Модель 13N було виведено з експлуатації та замінено на Песу 120Na. Останній раз трамвай моделі 13N вийшов на маршрут 31 грудня 2012 року.

## Подальший розвиток
Констал 13N також є основою для інших трамваїв компанії, які використовувалися на всіх трамвайних мережах Польщі. Констал 102N (вироблявся з 1967 по 1969 рр.), а також 102Na (1970—1973 рр.) були зчленованими версіями моделі 13N, а Констал 105N з'явився як версія моделі 13N у більш сучасному та легкому кузові.

## Сьогодення

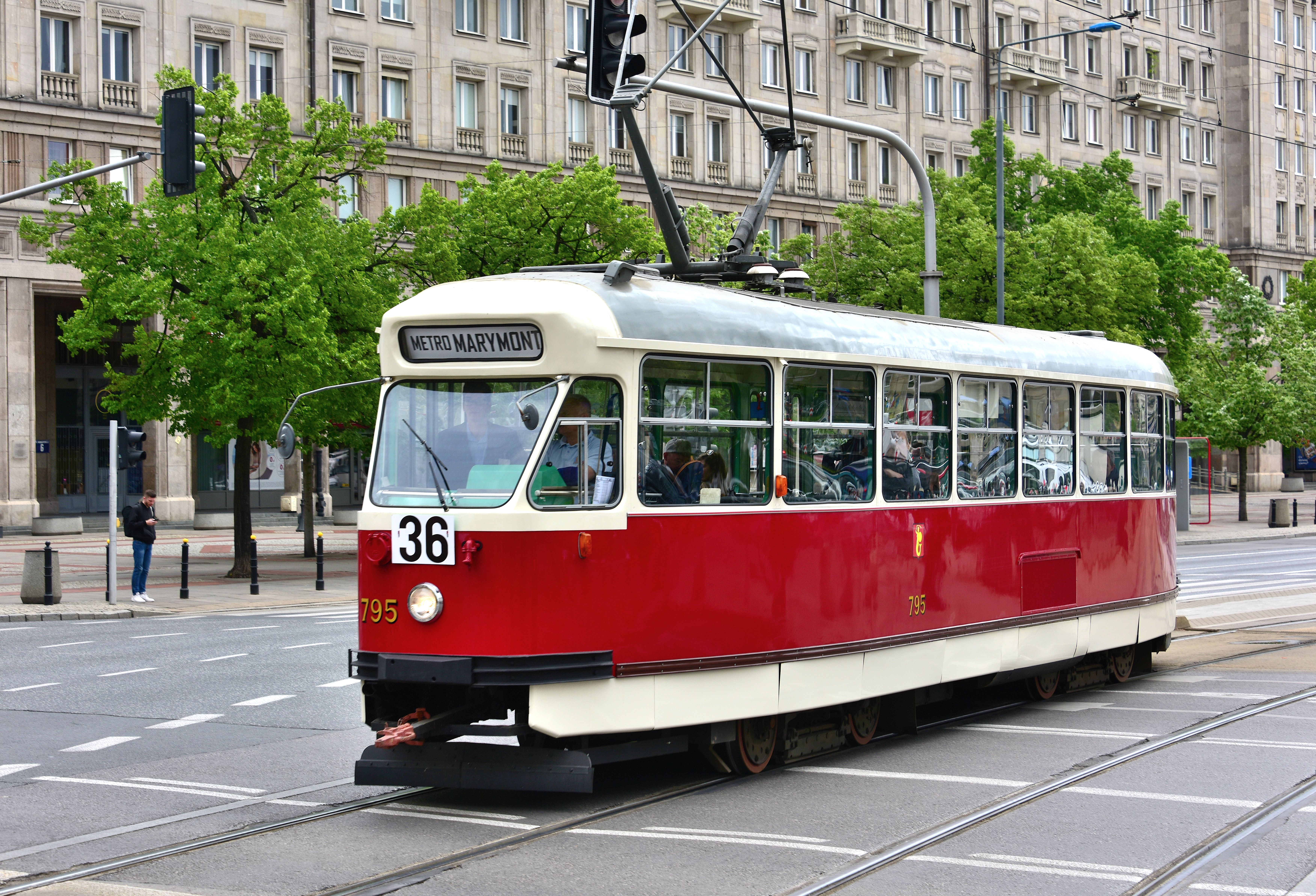
Музейний трамвай з 1960-х, відновлений до початкового вигляду

Після 2012 року жоден трамвай моделі 13N не здійснював регулярних пасажирських перевезень, але кілька вагонів працюють як музейні трамваї у Варшаві (№ 795 з 1996 р., № 503, найперший вагон моделі 13N, після 2018 року був модернізований і отримав прізвисько «Жаба»; № 821 разом із № 818 після 2013 р.) та Сілезія (колишній № 366, тепер № 308 після 2013 р.). Завдяки тому, що трамвай виявився дуже надійним багато трамваїв моделі 13N було переобладнано під вагони обслуговування колії (серед інших № 388).